# Manuscrit de Sion
Le manuscrit de Sion, également connu sous le nom de Viandier de Sion, est le plus ancien « livre de cuisine » de langue française. Il est connu pour être le plus ancien témoin de la tradition des Viandiers. Le manuscrit, daté de la seconde moitié du XIIIe siècle, est un rouleau écrit recto-verso par Petrus plenus amoris et conservé sous la cote S 108 à la Médiathèque du Valais, à Sion.

## Le manuscrit

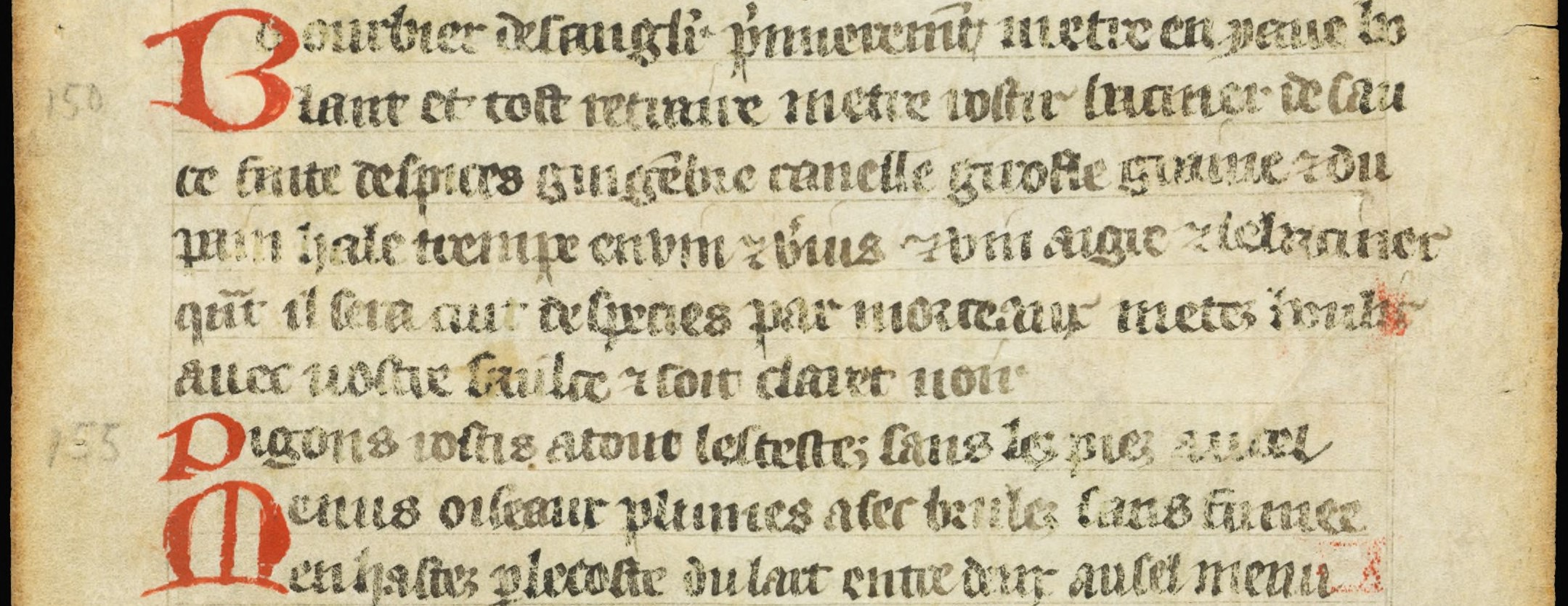
Les habitudes d'écriture du copiste.

Il s’agit d’un parchemin au format 1945 x 133 millimètres contenant 483 lignes d’écriture, respectivement 312 lignes au recto et 171 lignes au verso. Le copiste usait de l’écriture gothique et s’aidait de lignes rectrices tracées à la mine de plomb au fur et à mesure de l’avancement du texte. Pour mettre son texte en page et l’organiser en fonction des recettes, il marquait le début de ses recettes par un retour à la ligne, usait de majuscules ou de titres rubriqués, ainsi que de signes de ponctuation. Le texte est accompagné d’une numérotation, toutes les cinq lignes, apposée à la mine de plomb par un intervenant moderne.

## Histoire du manuscrit
La datation du parchemin a longtemps fait consensus et les spécialistes dataient le parchemin de la fin du XIIIe siècle. Plus récemment, Bruno Laurioux a proposé de reculer la date en en faisant un document contemporain de Taillevent, cuisinier du XIVe siècle, sans doute pour avancer l’idée que le Manuscrit de Sion serait le premier Viandier, écrit pour ou par Taillevent. Mais la tendance générale est aujourd’hui de resituer ce manuscrit à la deuxième moitié du XIIIe siècle, en en faisant une source du premier Viandier de Taillevent, inconnu jusqu’ici.
On sait de ce manuscrit qu’il provient de la Bibliothèque Supersaxo, établie par Walter Supersaxo et son fils Georges à la fin du XVe siècle jusqu’au début du XVIe siècle. En 1930, l’Etat du Valais en est devenu propriétaire et c’est en 1951 qu’il fut redécouvert par Paul Aebischer qui décela toute l’importance de ce parchemin dans l’histoire des livres de cuisine. Il est aujourd’hui conservé à la Médiathèque du Valais à Sion.

## Un livre de cuisine?
Le parchemin réunit 133 recettes classées en trois rubriques : d’abord la viande, les volailles et les gibiers, ensuite les poissons et enfin les sauces qui sont elles-mêmes divisées selon qu’elles sont non bouillies d’une part et bouillies de l’autre. Notons que le terme viande désignait alors toute sorte de nourriture et non exclusivement la nourriture carnée telle qu’on la nomme aujourd’hui selon la métonymie moderne.
133 recettes pour 483 lignes équivalent à 3,63 lignes – pas plus larges qu’une petite dizaine de centimètres, rappelons-le – de moyenne par recette. Ces recettes n’ont donc rien à voir avec les recettes de cuisine que l’on connait aujourd’hui. Peut-être n’avaient-elles pas la portée didactique ou transmissive qu’ont les livres de cuisine contemporains. Elles n’indiquent effectivement pas les grammages, ni les temps de cuisson et n’insistent pas non plus sur les ustensiles. Peut-être alors étaient-elles des pense-bêtes pour quelqu’un qui connaisse déjà les étapes techniques et clefs des recettes. Prenez pour exemple la recette du hochepot :
| Hochepot de poullaile metez par membres surfrire en saing de lart prenez ung pou de pain brullé & des foyes deffais de vin & du boillon de beuf metez boulir vostre grain affinez gingembre canelle grene de paradis deffait de verjus et doit estre noiret & cler | Hochepot de volaille. Faites frire en morceaux dans de la graisse de lard. Prenez un peu de pain brûlé et des foies, délayez avec du vin et du bouillon de bœuf. Faites bouillir votre grain. Affinez du gingembre, de la cannelle, de la maniguette délayés avec du verjus. Ce doit être gris et clair. |

## Une mystérieuse disparition

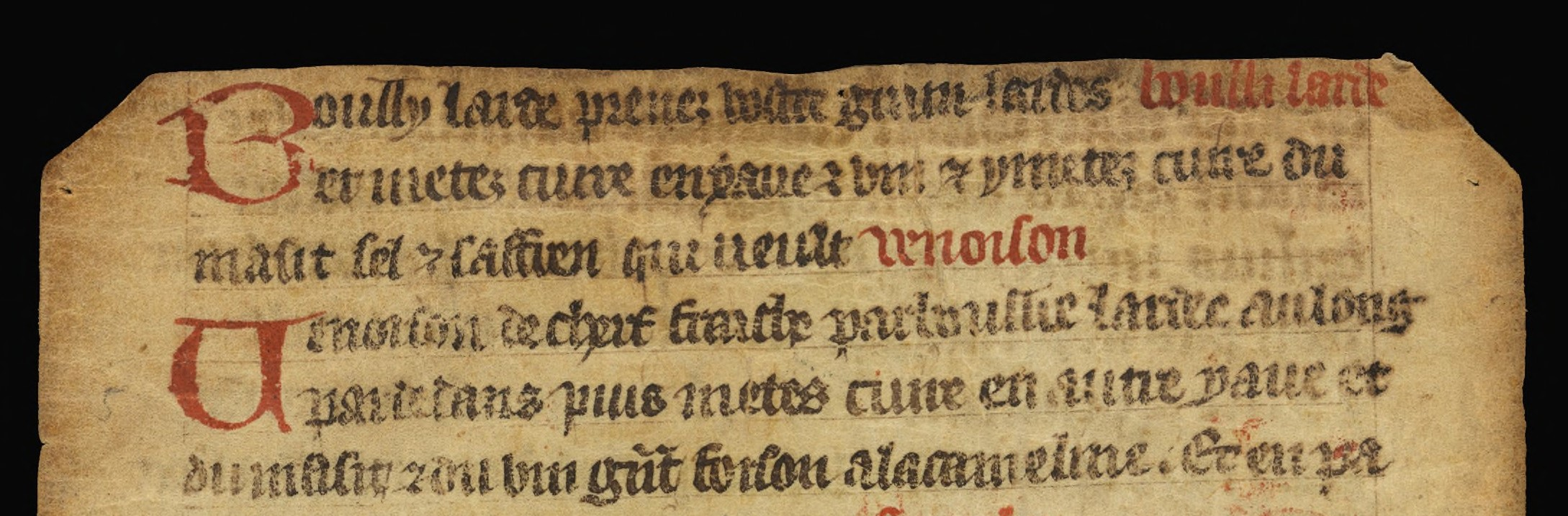
La coupure volontaire du début de texte.

Outre sa datation problématique, le parchemin présente une autre caractéristique qui a suscité des débats et qui l’a rendu remarquable : le début du parchemin. Il est en effet constaté que le début du manuscrit a été arraché ou découpé (voir image). La longueur de parchemin ayant disparu est estimée entre 75 et 100 millimètres, ce qui revient, après calcul, à une quinzaine de lignes qui sont manquantes. Ce qui a alors alimenté les débats, c’est l’origine de cette disparition, chaque spécialiste ayant son idée. Aucune preuve historique ne nous permet cependant de valider une hypothèse plutôt qu’une autre.